# Сан Ђовани ин Фјоре
Сан Ђовани ин Фјоре (итал. San Giovanni in Fiore) је насеље у Италији у округу Козенца, региону Калабрија.
Према процени из 2011. у насељу је живело 17358 становника. Насеље се налази на надморској висини од 1118 м.

## Географија
| Клима (Сан Ђовани ин Фјоре) | Клима (Сан Ђовани ин Фјоре) | Клима (Сан Ђовани ин Фјоре) | Клима (Сан Ђовани ин Фјоре) | Клима (Сан Ђовани ин Фјоре) | Клима (Сан Ђовани ин Фјоре) | Клима (Сан Ђовани ин Фјоре) | Клима (Сан Ђовани ин Фјоре) | Клима (Сан Ђовани ин Фјоре) | Клима (Сан Ђовани ин Фјоре) | Клима (Сан Ђовани ин Фјоре) | Клима (Сан Ђовани ин Фјоре) | Клима (Сан Ђовани ин Фјоре) | Клима (Сан Ђовани ин Фјоре) |
| Показатељ \ Месец           | .Јан.                       | .Феб.                       | .Мар.                       | .Апр.                       | .Мај.                       | .Јун.                       | .Јул.                       | .Авг.                       | .Сеп.                       | .Окт.                       | .Нов.                       | .Дец.                       | .Год.                       |
| --------------------------- | --------------------------- | --------------------------- | --------------------------- | --------------------------- | --------------------------- | --------------------------- | --------------------------- | --------------------------- | --------------------------- | --------------------------- | --------------------------- | --------------------------- | --------------------------- |
| Апсолутни максимум, °C (°F) | 15,0 (59)                   | 17,0 (62,6)                 | 22,0 (71,6)                 | 20,8 (69,4)                 | 25,4 (77,7)                 | 33,3 (91,9)                 | 32,0 (89,6)                 | 32,4 (90,3)                 | 29,6 (85,3)                 | 26,4 (79,5)                 | 21,6 (70,9)                 | 17,0 (62,6)                 | 33,3 (91,9)                 |
| Средњи максимум, °C (°F)    | 3,0 (37,4)                  | 2,9 (37,2)                  | 4,6 (40,3)                  | 7,2 (45)                    | 13,2 (55,8)                 | 17,0 (62,6)                 | 19,9 (67,8)                 | 19,9 (67,8)                 | 16,1 (61)                   | 11,6 (52,9)                 | 7,0 (44,6)                  | 3,9 (39)                    | 19,9 (67,8)                 |
| Средњи минимум, °C (°F)     | −1,7 (28,9)                 | −2,2 (28)                   | −0,8 (30,6)                 | 1,3 (34,3)                  | 6,4 (43,5)                  | 9,8 (49,6)                  | 12,4 (54,3)                 | 12,6 (54,7)                 | 9,5 (49,1)                  | 6,0 (42,8)                  | 2,0 (35,6)                  | −0,6 (30,9)                 | −2,2 (28)                   |
| Апсолутни минимум, °C (°F)  | −15,2 (4,6)                 | −14,8 (5,4)                 | −16,2 (2,8)                 | −10,4 (13,3)                | −5,8 (21,6)                 | −1,4 (29,5)                 | 3,4 (38,1)                  | 2,8 (37)                    | −1,2 (29,8)                 | −6,8 (19,8)                 | −10 (14)                    | −16,2 (2,8)                 | −16,2 (2,8)                 |
| Количина падавина, mm (in)  | 86,2 (33,94)                | 96,7 (38,07)                | 73,3 (28,86)                | 62,6 (24,65)                | 50,9 (20,04)                | 28,3 (11,14)                | 23,0 (9,06)                 | 30,2 (11,89)                | 52,7 (20,75)                | 101,6 (40)                  | 107,8 (42,44)               | 102,1 (40,2)                | 815,4 (321,04)              |
| [ тражи се извор ]          |                             |                             |                             |                             |                             |                             |                             |                             |                             |                             |                             |                             |                             |

## Становништво
| 1931.  | 1936.  | 1951.  | 1961.  | 1971.  | 1981.  | 1991.  | 2001.  | 2011.  |
| ------ | ------ | ------ | ------ | ------ | ------ | ------ | ------ | ------ |
| 13.824 | 14.556 | 18.582 | 18.429 | 17.162 | 20.179 | 18.033 | 18.566 | 17.912 |